# Манастир Гомионица
Манастир Гомионица са црквом посвећеном Ваведењу Богородице налази се 42 км западно од Бање Луке у селу Кмећани код Бронзаног Мајдана. Припада Епархији бањалучкој Српске православне цркве.

## Историја
За манастир Гомионицу такође је већ изнет став да потиче из доба пре турске окупације, али није свеједно да ли је основан за време или пре Јајачке бановине (сл. 86. 1). Храм је изгледом повезан са Рмњем, Крупом и Крком (сви би могли бити из 14. стољећа), а сличност се састоји пре свега у четири ступца у броду и још два у припрати, у куполи и одсуству пиластара (М. Шупут 1991).
По народном предању то је била задужбина Маре „Султаније”.
Први писани помен је 1536. године када се у турским изворима у њој помиње игуман Андрија. Најстарији сачувани предмет је типик манастира Гомионице, који потиче из 1599. године. Данас се чува у епархијској библиотеци у Араду (Румунија).
У манастиру Гомјеници је Јован Светогорац издао 1649. године, књигу "Триод цвјетни". Ту је боравио 27. марта 1727. године српски патријарх Арсеније IV. (1725—1737).
Монаси су крајем XVII вијека избјегли у манастир Ходош у Банату, а 1738. године у славонски манастир Пакру. Током XVIII и XIX вијека црква је неколико пута обнављана. Манастирску школу подигнуту 1882. године је похађао и познати књижевник Петар Кочић. Ту су били 1883. године калуђери - јеромонаси: игуман Партеније Давидовић, Исаија Костић и Герасим Кочић. Велики народни добротвор, трговац и посланик Коста Вучковић (1828—1893) је поклонио манастиру 1000 ф. прилога, за очеву душу. Његов отац Тодор се замонашио и као Дионизије, био игуман до смрти 1879. године.

## Архитектура
Гомионичка црква (Слика манастирске цркве) је једнобрадна грађевина са куполом, полукружном олтарском апсидом и припратом. Уз подужне зидове прислоњени су ојачавајући лукови. Сводови унутар цркве су ослоњени на истурене пиластре, при чијем дну су лучно засведени пролази, што цркви даје привидно тробродну основу.

## Живопис
Живопис манастирске цркве посједује извјесне стилске карактеристике које га доводе у везу са мајсторима који су у седмој и осмој деценији XVI вијека осликали пећку и грачаничку припрату, цркву манастира Ломнице и обнављали фреске у Студеници, Милешеви и Бањи код Прибоја.

## Ризница
У манастирској ризници су збирке икона из XVI — XIX вијека, старих рукописних и штампаних књига из XIV — XVII вијека и предмета умјетничког занатства (Гомионички предмети). Позлаћени гомионички сребрни крст из 1640. године, рад Стефана Ивановића Сарајевца из Сомбора, данас је у колекцији Лондонског универзитета.
Игуманија манастира од 1973. до 2014. била је Јефимија Максимовић. После тога игуман је Методије Крагуљ.

## Галерија слика
- Отац Петра Кочића је сахрањен у манастиру Гомионица.
- Манастир Гомионица са околином
- Манастир Гомионица
- Манастир Гомионица 2021
- Манастир Гомионица 2021
- Манастир Гомионица 2021
- Манастир Гомионица 2021